# Sannjasa
Sannjasa (sanskryt संन्यास) – w tradycji hinduistycznej oznacza ostatni etap życia człowieka (ćaturaśrama), w którym rozwijana jest wajragia, czyli stan determinacji i stałości w dążeniu do wyzwolenia się z iluzji materialistycznego życia. Ci, którzy wyrzekają się pospolitych myśli i pragnień, spędzają resztę swojego życia na duchowych rozmyślaniach. Zgodnie z opisem Manusmryti jest to ostatni z czterech okresów życia człowieka (brahmaćarja, gryhastha, wanaprastha i sannjasin).
Osoba przestrzegająca sannjasę nazywana jest sannjasinem (संन्यासिन्). Sannjasin przyjmuje śluby, które nakładają na niego wiele ograniczeń, np. zakaz bezpośredniego kontaktu z osobami płci przeciwnej, zakaz podróżowania, zakaz posiadania majątku itp. Przyjęcie ślubów zwykle powiązane jest z nadaniem nowego imienia lub tytułu swamiego.
Atrybutem sannjasina może być np. danda.

## Źródłosłów
Njasa oznacza drogę, San jest przedrostkiem oznaczającym połączenie. Znaczenie słowa sannjasa symbolizuje życie osoby, która połączyła swoje życie z duchową ścieżką porzuciwszy materialistyczne życie.

## Etapy
Wyróżnia się 4 etapy sannjasy:
1. kutićaka – sannjasin mieszka poza dotychczasowym miejscem zamieszkania, a jego podstawowe potrzeby (dot. jedzenia, ubioru itp.) zaspokajane są przez rodzinę;
2. bahudaka – wszystkie własne potrzeby sannjasin zaspokaja samodzielnie żebrząc;
3. pariwradźakaćarja – główna działalność skupia się na podróżowaniu i nauczaniu o Bogu (np. Wisznu);
4. paramahansa – sannjasin osiada w jednym (najczęściej uważanym za święte) miejscu i poświęca się medytacji.